# 서울과학수사연구소

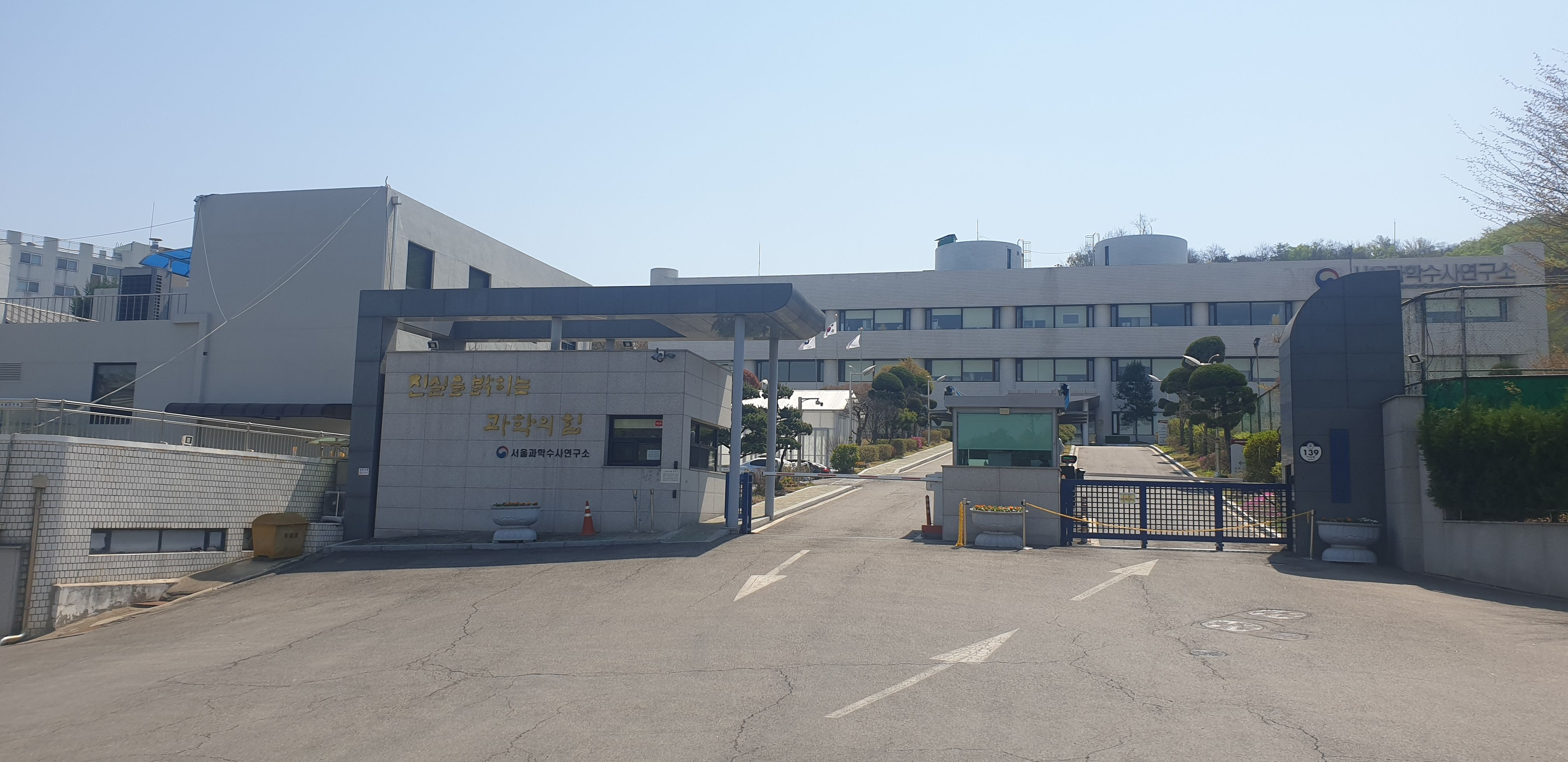
서울과학수사연구소

서울과학수사연구소(서울科學搜査硏究所)는 국립과학수사연구원의 소속기관이다. 2013년 11월 18일 발족하였으며, 서울특별시 양천구 지양로 139번지에 위치한다. 소장은 고위공무원단 나등급에 속하는 일반직 또는 연구직공무원으로 보한다.

## 연혁
- 2013년 11월 15일: 국립과학수사연구원 본원이 원주시로 이전한 뒤, 서울수사과학연구소를 개소.

## 관할구역
- 서울특별시
- 인천광역시
- 경기도[2]

## 조직

### 소장
- 헹정운영과[3]
- 법의학과[4]
- 유전자분석과[5]
- 독성화학과[6]
- 이공학과[7]

## 같이 보기
- 부산과학수사연구소
- 대구과학수사연구소
- 광주과학수사연구소
- 대전과학수사연구소